# Monumento a Goethe e Schiller
Il monumento a Goethe e Schiller (tedesco: Goethe-Schiller-Denkmal) si trova a Weimar, in Germania. Incorpora la doppia statua in bronzo, realizzata da Ernst Rietschel nel 1857, di Johann Wolfgang Goethe (1749–1832) e Friedrich Schiller (1759–1805), che sono probabilmente le due figure più venerate nella letteratura tedesca. Il monumento è stato descritto "come uno dei monumenti più famosi e più amati di tutta la Germania" e come l'inizio di un "culto del monumento". Decine di monumenti a Goethe e a Schiller furono costruiti successivamente in Europa e negli Stati Uniti.
Goethe e Schiller coltivarono un'amicizia e una collaborazione straordinarie "come nessun altro noto alla letteratura o all'arte". Entrambi gli uomini avevano vissuto a Weimar ed erano le figure seminali di un movimento letterario noto come classicismo di Weimar. Le figure in bronzo della statua di Goethe e Schiller sono più grandi della dimensione naturale; in particolare, a entrambi viene data la stessa altezza, anche se Goethe era quasi 20 cm più basso di Schiller.
Le figure erano montate su un grande piedistallo di pietra davanti al Teatro di Corte che Goethe aveva diretto e che aveva visto prime e innumerevoli rappresentazioni delle opere di Schiller. Goethe è a sinistra nella fotografia, con la sua mano sinistra appoggiata leggermente sulla spalla di Schiller. Goethe tiene nella mano destra una corona d'alloro e la mano destra di Schiller è tesa verso la corona. Goethe indossa l'abito formale di corte dell'epoca mentre Schiller è in abito normale.
Quattro copie esatte della statua di Rietschel furono successivamente commissionate da tedeschi-americani negli Stati Uniti per i monumenti di Goethe e Schiller a San Francisco (1901), Cleveland (1907), Milwaukee (1908) e Syracuse (1911). Alla dedica del monumento di Cleveland parteciparono 65.000 persone. Una quinta copia di dimensioni ridotte è stata installata ad Anting, in Cina, nel 2006; Anting New Town è una città "tedesca" vicino a Shanghai che è stata sviluppata intorno al 2000.

## Il monumento di Weimar

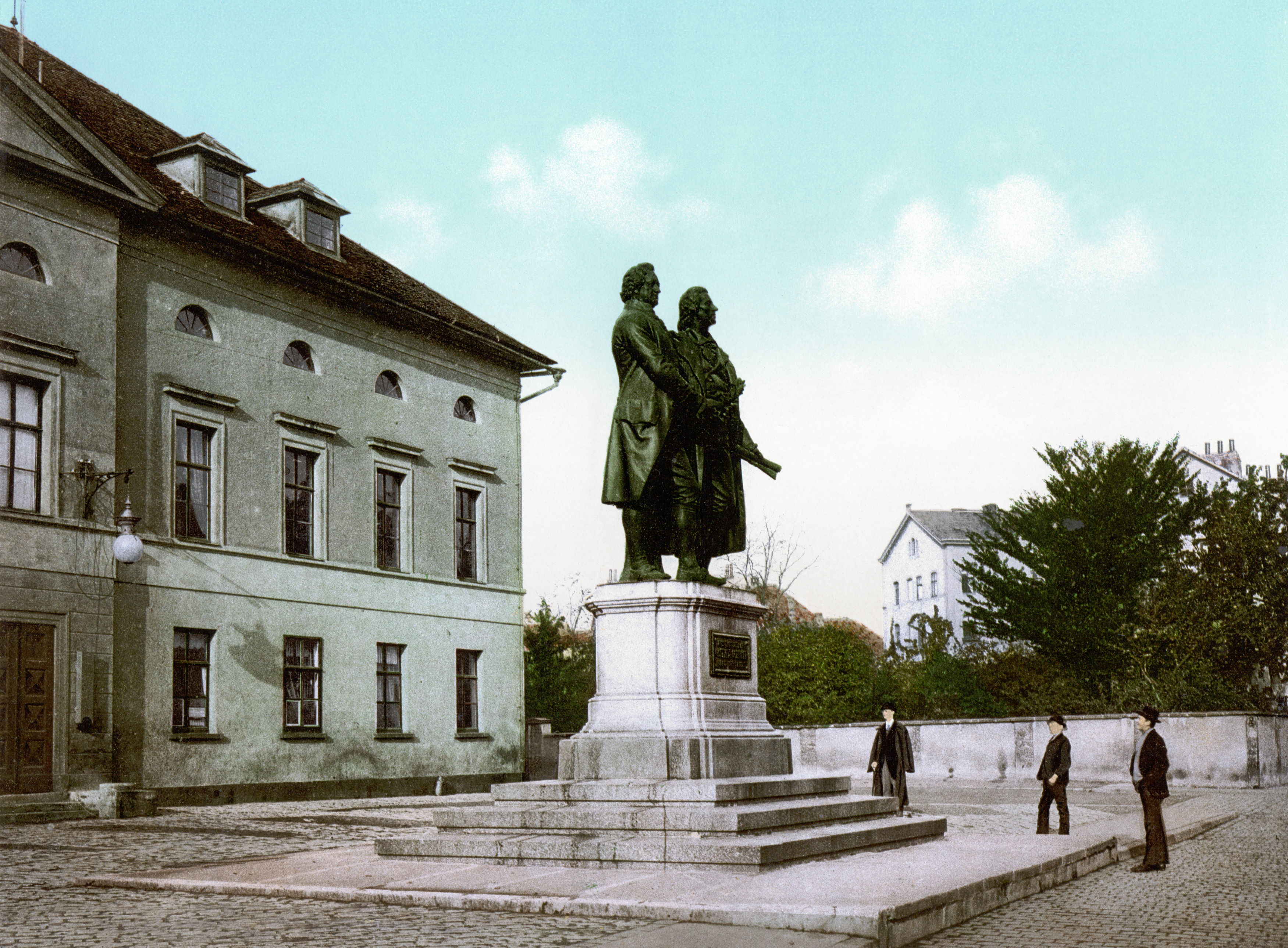
Fotografia del 1900 del monumento a Goethe e Schiller davanti al Teatro di Corte di Weimar

Il progetto di creare un monumento a Goethe e Schiller a Weimar venne sponsorizzato da Carlo Alessandro di Sassonia-Weimar-Eisenach, Granduca del Ducato di Sassonia-Weimar-Eisenach, e da una commissione cittadina. La dedica del monumento doveva coincidere con le celebrazioni del centenario della nascita del precedente Granduca, Karl August, che aveva portato Goethe a Weimar nel 1775. Goethe visse a Weimar la maggior parte della sua vita adulta e Schiller gli ultimi sei anni della sua vita. La sede del monumento era la piazza della città che fronteggiava il Teatro di Corte (tedesco: das Hoftheater) del quale Goethe fu direttore dal 1791 al 1815; Goethe in seguito scrisse di aver "cercato di elevare intellettualmente le masse con Shakespeare, Gozzi e Schiller". Goethe fece in modo che il teatro presentasse in anteprima le ultime quattro commedie di Schiller (Mary Stuart, La sposa di Messina, La pulzella d'Orléans e Guglielmo Tell). Al momento della dedica del monumento, nel 1857, il teatro aveva visto innumerevoli rappresentazioni di tutte le opere di Schiller.
L'incarico di realizzare una statua che rappresentasse assieme i due scrittori (in tedesco: Doppelstandbild) fu affidato a Christian Daniel Rauch; Rauch fu forse lo scultore più importante che operò nell'Europa di lingua tedesca nella prima metà del XIX secolo. Il progetto di Rauch mostrava i due uomini vestiti con abiti antichi; mentre la convenzione di creare sculture di figure eroiche in abiti antichi era ben consolidata, in questo caso fu respinta. Ernst Rietschel, un altro eminente scultore che era stato allievo di Rauch, fece un progetto, con i due uomini in abiti contemporanei, e nel dicembre del 1852 gli fu commissionata la scultura.
Rietschel impiegò quattro anni per completare il modello a grandezza naturale della statua. La fusione vera e propria in bronzo venne eseguita molto rapidamente da Ferdinand von Miller presso la Fonderia Reale di Monaco di Baviera. Il monumento finito fu inaugurato il 4 settembre 1857, nell'ambito delle celebrazioni per il centenario della nascita del granduca Carlo Augusto. Hans Pohlsander ha scritto: "Il monumento è stata la prima statua doppia sul suolo tedesco ed è stata ampiamente e giustamente proclamata un capolavoro".

## I monumenti statunitensi

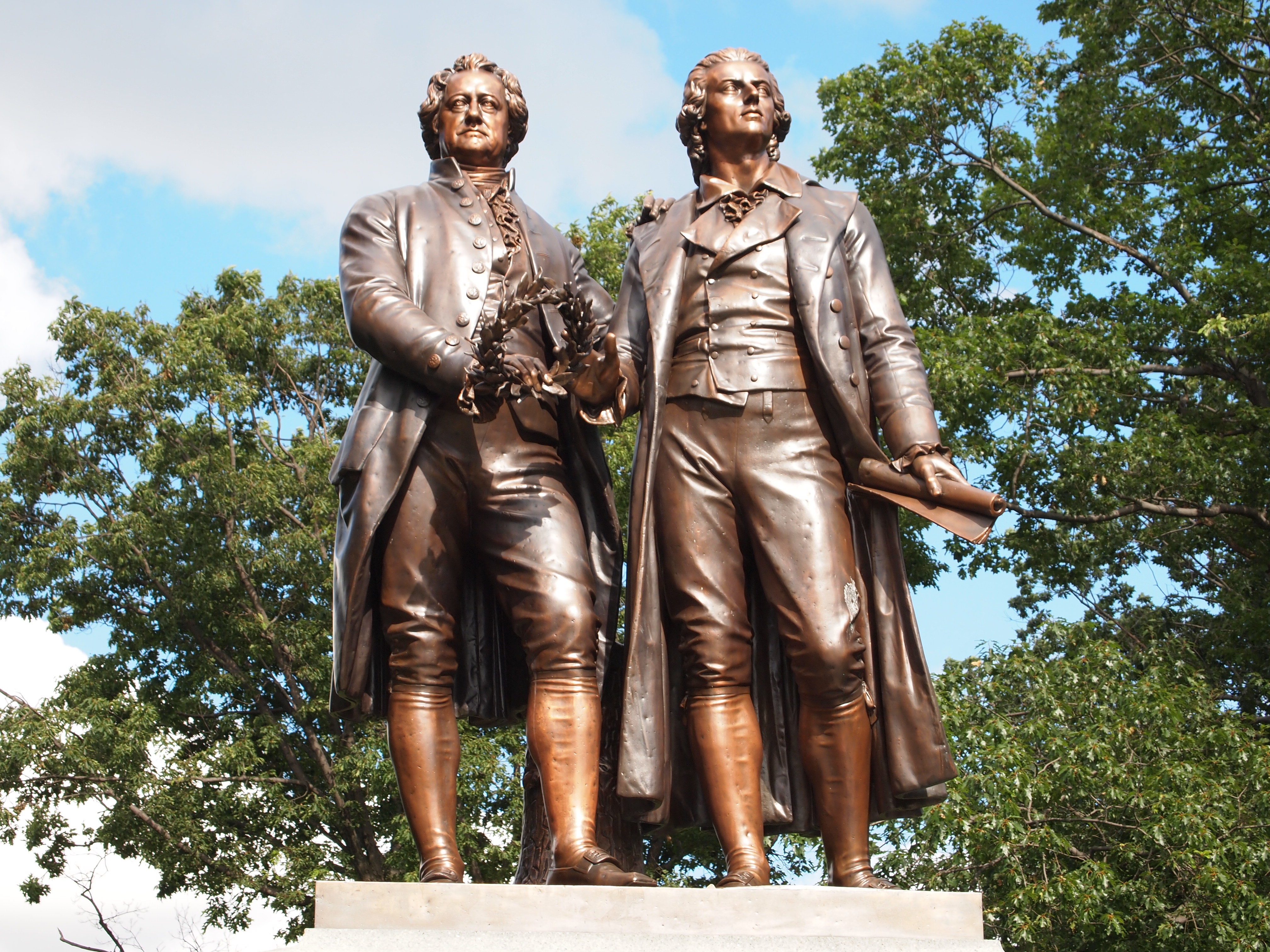
Fotografia del 2010 della statua in rame elettrotipato a Syracuse, New York. Mentre il monumento di Weimar del 1857 si trova in una piazza cittadina, i quattro monumenti statunitensi si trovano nei parchi.

Nel 1895 a San Francisco, in California, fu costituita la Goethe–Schiller Denkmal Gesellschaft (Compagnia del monumento a Goethe–Schiller) allo scopo di innalzare una versione del monumento di Weimar nel Golden Gate Park. Invece della fonderia di Monaco, utilizzata per fondere la statua originale, venne incaricata la fonderia di Lauchhammer per realizzare una nuova fusione in bronzo. Gli stampi vennero preparati dalle forme originali di Rietschel all'Albertinum di Dresda; il lavoro fu supervisionato da Rudolf Siemering, uno scultore berlinese. La statua venne installata su un piedistallo di granito e gradini che copiavano fedelmente quelli dell'originale di Weimar. Il monumento fu dedicato l'11 agosto 1901, alla presenza di 30.000 persone secondo il libro a ricordo pubblicato poco dopo. I festeggiamenti continuarono per tutto il giorno e la sera.
Nel decennio successivo furono innalzati altri tre monumenti basati sul bronzo di Rietschel. Il 9 giugno 1907 fu dedicato il monumento di Cleveland, Ohio a Wade Park. Guglielmo II, l'imperatore tedesco, inviò un cablogramma di congratulazioni, al quale il capo del Comitato commemorativo di Goethe-Schiller rispose: "all'imperatore Guglielmo, Berlino. Inaugurato il memoriale di Goethe e Schiller alla presenza di 65.000 persone. In quest'ora sacra i cittadini statunitensi di origine tedesca di Cleveland,  ringraziano rispettosamente Vostra Maestà per i suoi auguri." Il monumento di Milwaukee, nel Wisconsin, a Washington Park venne dedicato il 12 giugno 1908 davanti a 35.000 persone. Anche le statue in bronzo per i monumenti di Cleveland e Milwaukee erano state fuse dalla fonderia Lauchhammer. La statua per il monumento di Syracuse è in rame elettrotipato e non in fusione di bronzo. Era situata nello Schiller Park, che era stato ribattezzato nel 1905 per onorare il centenario della morte di Schiller. Il monumento fu dedicato il 15 ottobre 1911.
Tutti i monumenti statunitensi sono situati nei parchi cittadini, mentre il monumento di Weimar si trova in una piazza. Come si può vedere dalle cartoline antiche, la muratura in pietra dei monumenti di San Francisco, Cleveland e Syracuse è simile all'originale di Weimar. Quest'ultimo monumento si trova su un ripido pendio, ed è caratterizzato da una formale scalinata in pietra di avvicinamento alla statua. Le opere in pietra del monumento di Milwaukee sono più estese. I tre gradini sotto il piedistallo a Weimar sono stati notevolmente ampliati nel progetto di Milwaukee e supportano lunghi muri di pietra e panche su entrambi i fianchi del piedistallo e della scultura; l'accesso al retro del monumento è ridotto di conseguenza.

## Contesti ottocenteschi

### La Germania sbarca in Europa
La commissione della statua di Goethe e Schiller di Rietschel aveva una chiara motivazione: onorare i famosi poeti di Weimar e il loro mecenate; infatti, Schiller e Goethe erano stati sepolti, insieme al granduca Karl August, nella cappella funeraria ducale (la Fürstengruft) a Weimar. Una seconda motivazione potrebbe essere stata quella di aumentare il "turismo culturale" della città, che aveva la pretesa di essere l'"Atene sull'Ilm". La statua faceva comunque parte di un movimento più ampio ed essenzialmente popolare nella Germania della metà del XIX secolo. Ute Frevert ha riassunto il programma dei relatori alla sua dedica: "A differenza del Granduca, che voleva imbrigliare la cerimonia al carro della legittimazione dinastica, gli oratori borghesi l'hanno trasformata in una festa nazionale in cui il 'popolo tedesco' ha reso omaggio ai suoi 'eroi'". A metà del XIX secolo, la popolazione di lingua tedesca in Europa era divisa tra molti paesi, per lo più piccoli. Paul Zanker ha scritto:
Ciò è particolarmente vero per il periodo della restaurazione, e in particolare, gli anni successivi alla fallita rivoluzione del 1848, quando dappertutto spuntarono monumenti a famosi tedeschi, primo fra tutti Friedrich von Schiller.»
Nel 1859, centenario della nascita di Schiller e occasione di 440 celebrazioni nelle terre tedesche, Schiller era emerso come il "poeta della libertà e dell'unità" per i cittadini tedeschi. Ute Frevert scrive: "Non importava chi parlasse, un idraulico di Amburgo, un emigrante politico a Parigi, un funzionario aristocratico a Münster, uno scrittore a Wolfenbüttel; invocarono all'unanimità Schiller come cantore di libertà e profeta di Unità tedesca". Rüdiger Görner illustra le origini di questa reputazione con un discorso dalla "famosa" scena della decima scena del terzo atto dell'opera teatrale di Schiller del 1787, Don Carlos: "Guarda intorno alla maestria della natura, / Fondata sulla libertà. E com'è ricco cresce, / nutrendosi di libertà."
Wolf Lepenies assume una prospettiva simile, scrivendo che "Dopo il fallimento della rivoluzione del 1848, Schiller divenne più popolare, come dimostrarono i festeggiamenti per il suo centesimo compleanno nel 1859; l'occasione fu celebrata in tutte le terre tedesche in un'atmosfera di fervore patriottico. Due anni prima, era stato eretto a Weimar il monumento a Goethe e Schiller, ma solo dopo la vittoria prussiana sulla Francia, nella guerra del 1870-1871, divenne un luogo di culto nazionale."

### Tedeschi-statunitensi
Tra il 1830 e il 1900, circa 4 milioni di immigrati arrivarono negli Stati Uniti dai paesi tedeschi d'Europa; ciò equivaleva a circa il 7% di emigrazione dai paesi tedeschi e un 7% di immigrazione negli Stati Uniti. Negli Stati Uniti, gli immigrati tedeschi si stabilirono spesso in aree abbastanza disabitate vicino ai Grandi Laghi e la percentuale di immigrati tedeschi e dei loro figli raggiunse il 40% in alcune regioni. Ad esempio, nel 1885 circa il 17% della popolazione del Wisconsin, di circa 1,6 milioni di persone, era nata in Germania. Con i loro figli, una stima era che il 31% della popolazione dello stato fosse di origine tedesca o figli di due genitori nati in Germania. La principale città del Wisconsin, Milwaukee, era stata soprannominata "l'Atene tedesca in America".
Molte di queste comunità tedesco-americane lavorarono assiduamente per preservare la lingua e la cultura tedesca, e Schiller "era la migliore espressione di quel lato del carattere tedesco che più qualificava il tedesco, nonostante la sua particolarità, per diventare un vero cittadino statunitense". Phyllida Lloyd, una recente regista delle opere di Schiller, ha detto: "Durante la guerra civile, e questa era una notizia completa per me, 250.000 soldati di origine tedesca stavano combattendo per Lincoln. Molti di loro trasportavano Schiller negli zaini."
Alla fine del XIX secolo, i tedeschi-americani partecipavano al movimento per la costruzione di monumenti dell'Europa di lingua tedesca. Alla dedica del 1901 del primo monumento americano a Goethe e Schiller, CM Richter osservò:
Il discorso di Richter e molti altri alla dedica vennero pronunciati in tedesco.
Nel 1901 erano già stati eretti monumenti a Schiller a New York (1859), Filadelfia (1886), Chicago (1886), Columbus (1891) e St. Louis (1898). I monumenti di Chicago e St. Louis erano rifusioni del bronzo di Ernst Rau del 1876 situato a Marbach, in Germania, dove Schiller era nato nel 1759. Un monumento a Goethe era stato eretto anche a Filadelfia (1891– Heinrich Manger). Entro il 1914 e lo scoppio della prima guerra mondiale, negli Stati Uniti erano stati eretti altri otto monumenti a Schiller. Quattro erano i doppi monumenti a Goethe e a Schiller. Furono innalzati quattro monumenti al solo Schiller (a Omaha (1905), St. Paul (1907), Rochester (1907) e Detroit (1908)). Un ulteriore monumento a Goethe venne costruito a Chicago (1914). Questo monumento, di Hermann Hahn, mostra una figura idealizzata spesso identificata con Zeus; segnò un profondo allontanamento dalle sculture che erano ritratti riconoscibili dei poeti. Nel complesso, l'entusiasmo per la costruzione di monumenti nell'America tedesca era stato almeno grande quanto nell'Europa di lingua tedesca. Tredici monumenti a Schiller erano stati eretti negli Stati Uniti e 24 furono eretti dalla popolazione di lingua tedesca, molto più numerosa, in Europa.